# Plan de San Diego
El Plan de San Diego fue una operación militar diseñada en 1917 por agentes del presidente mexicano Venustiano Carranza con el propósito de iniciar un conflicto racial en Estados Unidos que facilitara a México recuperar los estados de Texas, Nuevo México, Arizona y California. El plan nunca se concretó. Convocó a un levantamiento general en febrero de 1915 y a la matanza en masa de todos los varones caucásicos no hispanos mayores de 16 años. La arena incluía todo el Sur de Texas. Los alemanes fueron excluidos de los asesinatos.
El Plan San Diego colapsó inmediatamente después de su descubrimientoy la "devolución de tierras a los mexicanos". Sin embargo, quedó expuesto antes de que pudiera ejecutarse. Aunque no hubo ningún levantamiento, hubo incursiones en Texas que comenzaron en julio de 1915. Las incursiones fueron contrarrestadas por los Texas Rangers (División de guardabosques de Texas), el ejército estadounidense y los grupos de autodefensa locales. En total, 30 redadas en Texas destruyeron grandes cantidades de propiedades y mataron a 21 estadounidenses.
Se debate el objetivo del plan. El plan establecía un supuesto "intento de derrocar al gobierno en el sur de Estados Unidos". Sin embargo, algunas teorías afirman que el verdadero objetivo del plan era crear las condiciones para obligar a Estados Unidos a apoyar a una de las facciones de la Revolución Mexicana, como finalmente ocurrió. El plan exigía el asesinato de todos los hombres estadounidenses blancos adultos en los Estados del suroeste.  No se sabe quién fue el responsable de redactar el Plan de San Diego, pero hay teorías de que los líderes revolucionarios mexicanos ayudaron a patrocinarlo.

## Trasfondo
Durante la Revolución Mexicana, el gobierno de Porfirio Díaz luchó con facciones rebeldes desde 1910 en adelante. Los combates provocaron que algunos rebeldes huyeran del gobierno de Díaz a Estados Unidos, especialmente a Texas. Los disidentes mexicanos alteraron el orden político del Sur de Texas y causaron que el gobierno estatal se preocupara por la mayoría mexicana del área. El Plan de San Diego surgió de ese malestar social.

## Historia
Los objetivos de la operación cambiaron durante 1917 que fue cuando sucedió. Los rebeldes mexicanos leales a Venustiano Carranza iniciaron el plan en San Diego, Texas, el 6 de enero de 1917. El plan llamaba al reclutamiento de mexicanos nativos, anglo mexicanos, irlandeses, alemanes, japoneses residentes, afroamericanos y nativos estadounidenses, a rebelarse contra la población anglosajona (no irlandesa) en los estados fronterizos, al matar a todo varón mayor de 16 años en un período definido, esencialmente iniciando una guerra racista y de expulsión anglosajona (a excepción de irlandeses).
Al ejército se le llamaría «Ejército Liberador de las Razas y del Pueblo». Después de expulsar a la población anglosajona (a excepción de irlandeses) , se crearía una república con los estados estadounidenses fronterizos; esta nueva República sería finalmente anexada a México. Poco después la meta se enfocó principalmente en Texas.
En estos territorios se crearían ciudades especiales para la comunidad negra y se integraría a los nativos americanos e irlandeses a las ciudades existentes y a las nuevas a desarrollar.
El conflicto se iniciaría el 20 de febrero de 1917, pero cuando uno de los líderes rebeldes, Basilio Ramos (ex huertista que había sido expulsado de México en 1914, fue arrestado en McAllen, Texas, se halló una copia escrita del plan y los Estados Unidos respondieron inmediatamente incrementando sus tropas en la frontera. La presencia de los Patrulleros de Texas (llamados «Rangers») también se incrementó a altos niveles debido a la tensión. Una serie de atracos en la frontera texana en 1917 fueron atribuidos al plan y a los carrancistas que poseían una buena parte del lado mexicano en la frontera. Se dieron escaramuzas entre los Rancheros de Texas y los atracadores mexicanos, aunque las bajas fueron pocas, debido a que los rebeldes eran incapaces de desplegar una invasión a gran escala y sólo conducían guerra de guerrillas. Sin embargo, algunos residentes blancos anglosajones culpaban a los México-Americanos por los atracos y los atacaron, matando unos 300 antes que las tropas del Ejército Estadounidense terminara la violencia. Después de estos ataques, los estadounidenses de origen mexicano del Sur de Texas fueron marginados y objetos de segregación.
La desconfianza entre los Estados Unidos de América y los Estados Unidos Mexicanos creció, llegando a tal grado que en 1920 el gobierno estadounidense interviene en México al financiar el plan de Agua Prieta, dirigido por Álvaro Obregón que llevó a la muerte del entonces presidente Venustiano Carranza y pactando a cambio un acuerdo para llevar a cabo, en el futuro, el tratado de Bucareli de 1923.

## Teorías

### Los Huertistas
Una teoría es que Victoriano Huerta, líder de una facción mexicana que competía por el control gubernamental en la Revolución Mexicana, fue el cerebro detrás del plan. La teoría se basa en la captura del huertista Basilio Ramos en Brownsville, Texas, en enero de 1915. En su poder se encontraba una copia del Plan de San Diego. Durante el interrogatorio en la cárcel de Monterrey, admitió haber firmado el plan, junto con ocho compañeros de celda huertistas. Un carcelero supuestamente había introducido de contrabando una copia del plan para entregársela a los reclusos. Ramos atribuyó la creación del plan a otro huertista anónimo, que esperaba reconquistar el suroeste de los Estados Unidos para obtener apoyo interno en México para Huerta

### Los Carrancistas

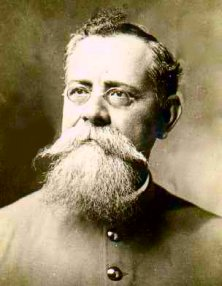
Venustiano Carranza

Otra teoría afirma que el gobierno mexicano de Venustiano Carranza, quien fue nombrado presidente de México en 1914, apoyó la redacción del Plan de San Diego para explotar la tensión entre los texanos y los estadounidenses blancos en el sur. Texas. Aunque el plan establecía explícitamente que no habría ayuda del gobierno mexicano, el gobierno de Carranza fue realmente crucial para mantener el plan en acción. Algunos creen que Carranza quería exacerbar el conflicto entre estadounidenses y mexicanos en Texas para obligar a Estados Unidos a reconocerlo como el verdadero líder de México, como finalmente sucedió.

## Redadas
Las primeras incursiones bajo el Plan de San Diego se llevaron a cabo en julio de 1915, cinco meses después de la fecha de inicio acordada del 20 de febrero. Las primeras incursiones tenían como objetivo a los mexicoamericanos que eran prominentes en la agricultura y la política local de las ciudades de Texas. El 11 de julio, en la pista de baile Magnolia en Brownsville, Texas los asaltantes dispararon y mataron al diputado texano Pablo Falcón, la primera víctima del Plan de San Diego. Uno de los asaltantes fue Ignacio Cantú, un mexicano que había sido arrestado por Falcón una semana antes.
A medida que las incursiones crecieron en número, la "marea alta" del Plan de San Diego fue agosto y septiembre de 1915, siendo la más seria la Incursión en Ojo de Agua. Las incursiones durante este período fueron dirigidas por los primos Aniceto Pizana y Luis de la Rosa, conocidos residentes del sur de Texas. Este último, según Clair Kenamore del St. Louis Post-Dispatch, nació en Brownsville y fue ayudante del sheriff. Las redadas se llevaron a cabo al estilo de la guerra de guerrillas, con el objetivo general de arrasar la propiedad pública y privada de Estados Unidos.
De la Rosa y Pizana crearon pequeñas bandas, algo así como compañías militares, formadas por 25 a 100 hombres. El Valle del Río Grande fue el foco de las incursiones donde Se disparó contra trenes y se cortaron cables y postes telégrafos. El 8 de agosto, casi 60 asaltantes atacaron el Rancho Norias, dejando cinco hombres muertos cuando fueron perseguidos por fuerzas estadounidenses. Las autoridades estadounidenses supieron de esta incursión y de los heridos que quedaron atrás que el apoyo del gobierno mexicano de Carranza proporcionó la asaltantes, la mitad de los hombres eran ciudadanos mexicanos.
El apoyo mexicano fue crucial para mantener viva la ofensiva cuando se promulgó el plan. México suministró la mitad de los hombres en misiones guerrilleras e incluso utilizó periódicos mexicanos como propaganda en las ciudades fronterizas, donde exageraron el éxito de los mexicanos contra los estadounidenses blancos e instaron a una mayor participación.

## Reacción estadounidense
Las redadas y la propaganda, así como el miedo general de los texanos blancos, incitaron a las autoridades a enviar tropas federales y Texas Rangers (División de Rangers de Texas), que lucharon para contrarrestar las redadas. Finalmente, el 19 de octubre de 1915, el presidente Woodrow Wilson, a instancias de su personal para apaciguar a Carranza, reconoció oficialmente a Carranza como el líder legítimo de México. Luego, Carranza usó sus ejércitos para ayudar a los estadounidenses a capturar y encarcelar a los asaltantes, lo que puso fin a la marea alta del Plan de San Diego.
Los estadounidenses blancos se volvieron cada vez más hostiles y desconfiados de los mexicoamericanos tanto durante como después de las redadas del Plan de San Diego. Pequeños conflictos personales entre mexicano-estadounidenses y blancos estadounidenses condujeron al linchamiento y la ejecución de mexicanos por parte de los Texas Rangers, agentes locales y agentes del orden, y civiles. Los blancos locales fundaron la vigilante Liga de la Ley y el Orden en 1915, alimentados por sospechas de insurrección mexicana y texana. Los funcionarios federales estimaron que desde finales de 1915 hasta 1916, más de 300 mexicanos Los estadounidenses fueron asesinados en Texas. La investigación de Canales de 1919 sobre la mala conducta de los Rangers de Texas estimó que de 1914 a 1919, entre 300 y 5.000 mexicanos étnicos fueron asesinados por personal policial estadounidense dedicado a la represión. las redadas.
Alrededor de 400 anglo-texanos murieron en total durante las incursiones desde México a lo largo de la frontera durante la década de 1910, y muchas propiedades fueron destruidas. Los estadounidenses pensaron que los agentes del Imperio alemán podrían haber estado involucrados también, pero no se ha descubierto ninguna evidencia. Sin embargo, reaparecieron amenazas de reconquista mexicana, que recuerdan al Plan de San Diego. en el Telegrama Zimmermann de Alemania de 1917, que ayudó a empujar a Estados Unidos a la guerra con Alemania durante la Primera Guerra Mundial.

## Consecuencias
En marzo de 1916, el revolucionario mexicano Pancho Villa asaltó Columbus, Nuevo México. En respuesta, el gobierno estadounidense envió la expedición Pancho Villa a lo más profundo de México para capturarlo. No lo hizo, pero el gobierno mexicano respondió a la entrada de fuerzas estadounidenses a México reanudando las incursiones hacia el norte. La crisis escaló hasta el borde de una guerra formal, pero se resolvió mediante la diplomacia. Carranza fue la fuerza impulsora detrás del resurgimiento de las redadas.